# Рохус Фридрих фон Линар
Рохус Фридрих фон Линар (на немски: Rochus Friedrich Graf zu Lynar; * 16 декември 1708 в Любенау в Бранденбург; † 13 ноември 1781 в Любенау) е граф от стария пруски род Линар, дипломат на служба на датската корона.
Той е най-малкият син на саксонския камерхер и съветник Фридрих Казимир фон Линар (1673 – 1716) и съпругата му Ева Елизабет фон Виндиш-Грец (1672 – 1745), дъщеря на граф Адам фон Виндиш-Грец († 1704). Внук е на граф Зигмунд Казимир фон Линар (1648 – 1696) и фрайин Шарлота фон Блументал (1652 – 1720). Брат е на германския дипломат Мориц Карл фон Линар (1702 – 1768).
От 16 годишна възраст Рохус Фридрих фон Линар е възпитаван от по-късния му тъст граф Хайнрих XXIV фон Ройс-Кьостриц в Кьостриц, заедно с неговия син Хайнрих VI (Ройс-Кьостриц). През 1726 г. той започва да следва в университета в Йена и 1729 г. университета в Хале. След завържването му от 1731 г. той пътува в Швеция, Германия, Нидерландия, Франция и Англия и наблюдава политическото положение. През 1733 г. той отива в Копенхаген, влиза на служба в „Германския канцлай“ и е издигнат на „камер-хер“. През 1734 г. той има дипломатическа мисия в Източна Фризия, където се грижи за княгиня София Каролина от Източна Фризия, сестрата на датската кралица София Магдалена от Източна Фризия (1700 – 1770), и с Карл Едцард от Източна Фризия, последният княз от Източна Фризия, преговаря за договор.
През 1735 г. той става датски пратеник в Стокхолм и 1739 г. е награден с „Данеброгорден“. През 1740 г. Кристиан VI, кралят на Дания и Норвегия, го поставя в главния съд в Готорп и през 1742 г. го прави канцлер и президент на управлението на Херцогство Холщайн. През 1746 г. той става таен съветник и 1749 г. има мисия в двора на Сант Петербург, където трябва да реши чрез преговори конфликтите за херцогствата Шлезвиг и Холщайн между руската царица Елисавета и херцог Карл Петер Улрих фон Холщайн-Готорп, по-късният цар Петър III. От февруари 1750 г. Линар е извънреден пратеник в царския двор. През март 1752 г. той получава големи награди, но не става държавен министър. Кралят го прави щатхалтер и дрост на графствата Олденбург и Делменхорст и го мести в Олденбург в Долна Саксония, където е 13 години (от 1752 до 1765). Графство Олденбург е от 1667 г. под регентството на датската корона. През това време той се посвещава на литературата и писане на теологичсески произведения. Линар не се грижи за жителите там, увеличава данъците, и през 1765 г. получава жалби от датската камера и е сменен.

## Фамилия
Рохус Фридрих фон Линар се жени на 27 май 1735 г. в Кьостриц за Мария София Хелена фон Ройс-Кьостриц (* 30 ноември 1712 в Дитерсбах; † 18 февруари 1781 в Луббенау), дъщеря на граф Хайнрих XXIV фон Ройс-Кьостриц (1681 – 1748) и Елеонора фрайин фон Промниц-Дитерсбах (1688 – 1776). Те имат седем деца:
- Фридрих Улрих (* 16 март 1736; † 21 юни 1807), кралски датски камерхер
- Кристиан Ернст (* 6 февруари 1742; † 28 април 1784), рицар на Йоанитския орден, женен на 30 декември 1771 г. за графиня Августа Каролина Луиза фон Пюклер, фрайин фон Гродиц (* 31 декември 1750; † 9 септември 1818); имат пет деца
- Шарлота Вилхелмина Изабела (* 20 юли 1743; † 16 август 1811), омъжена на 23 януари 1765 г. за граф Фридрих Леополд фон Вартенслебен († 17 ноември 1770)
- Рохус (* 18 март 1745; † 30 януари 1824), кралски датски генерал-адютант, женен на 22 октомври 1784 г. за София Шарлота фон Алефелт (* 4 февруари 1762)
- Хайнрих Казимир Готлоб фон Линар (* 7 май 1748; † 19 септември 1796), писател
- Амалия Вилхелмина Мария (* 4 май 1753; † 14 септември 1834), омъжена на 26 януари 1769 г. за граф Александер Херман фон Камеке ( † 6 април 1806)
- Мориц Лудвиг Ернст (* 15 декември 1754; † 15 август 1807), на кралска датска военна служба, 1806 г. издигнат на 1. княз на Линар, женен на 8 октомври 1784 г. за графиня Фридерика Юлиана фон Ранцау (* 23 октомври 1755; † 7 май 1838); имат 5 деца

## Произведения
- Seneca, von der Gnade, übersetzt mit Anmerkungen. Hamburg 1753.
- Seneca, von der Kürze des Lebens. Hamburg 1754.
- Versuch einer Paraphrasis des Briefes Pauli an die Römer. 1754.
- Erklärende Umschreibung des Briefes an die Ebräer. Bremen 1756.
- Der Sonderling. Hannover 1761.
- L'homme singulier a Copenhague. 1771. (fr.)
- Erklärende Umschreibung sämmtlicher apostolischer Briefe. Halle 1765.
- Rede bei der kurfürstlichen Huldigung in Lübben. 1768.
- Erklärende Beschreibung des Evangelii Johannis. 1770.
- Erklärende Umschreibung der vier Evangelisten. Halle 1775.
- Neue Miscellaneen, historischen, politischen, moralischen, auch sonst verschiedenen Inhalts. 2 Stücke. Leipzig 1775.
- Des weiland Grafen Rochus Friedrich zu Lynar hinterlassene Staatsschriften und andere Aufsätze. 2 Bände. Hamburg 1793.